# Westport (Nouvelle-Zélande)
Pour les articles homonymes, voir Westport.
Westport (en maori de Nouvelle-Zélande : Kawatiri) est une ville dans la région sur la côte ouest de l'île du Sud de Nouvelle-Zélande. Elle est située sur la rive nord et à l'embouchure du fleuve Buller, près du promontoire naturel du Cap Foulwind.
Le nom de la ville serait inspiré de Westport en Irlande, bien que le choix du nom serait aussi guidé par l'emplacement de la ville. La population de la zone urbaine Westport était de 3 900 personnes lors du recensement de 2006, soit une hausse de 117 habitants par rapport à 2001. Si on y ajoute les environs de Orowaiti, la population atteint 4 512 personnes en 2006. Le conseil de district Buller donne une population d'environ 5 000 personnes en 2007.

## Histoire
Il existe des preuves[Lesquelles ?] que des colons Maoris habitent très tôt la région de Buller (Kawatiri). Ces colons semblent vivre une vie essentiellement côtière, mais explorent les montagnes pour y récolter du pounamu (pierres vertes), qu'ils échangent avec d'autres iwi.
La ruée vers l'or en Nouvelle-Zélande vit l'arrivée des premiers colons blancs, à Westport en 1861. C'étaient des mineurs d'or, et le premier navire européen à naviguer sur le fleuve fut la goélette de chasse aux phoques Three Brothers en 1884. Durant les années 1880, de nombreuses expéditions de géologues quadrillent la zone à la recherche de ressources précieuses et afin de mesurer le territoire. Parmi eux, Charles Heaphy, William Fox et Thomas Brunner. Bien que l'or crée un intérêt initial pour la région, conduisant par exemple au dragage de vastes zones côtières (couvertes par les sédiments du fleuve) à la recherche du minéral précieux, la zone devient rapidement beaucoup plus célèbre pour les mines de charbon, qui sont encore aujourd'hui une préoccupation principale de la région.
Au cours de la période, de 1853 à 1876, Westport est administrée comme appartenant à la province Nelson.
Le premier chemin de fer de la région, créé en 1864, relie Westport aux mines de charbon au nord de la ville sur 18 kilomètres. La première section du chemin de fer, de Westport à Fairdown via Sergeants Hill, est ouverte le 31 décembre 1875 ; cette ligne finalement atteint Seddonville en 1895 et est connue comme l'embranchement Seddonville. Un réseau isolé d'embranchements est développé par la suite, et n'est relié au réseau national qu'avec l'achèvement de la ligne Stillwater - Westport à travers les gorges du Buller en 1942.

## Géographie

### Climat
Le climat de Westport est fortement influencé par la grande quantité de précipitations de la mer de Tasman, avec tous les mois, sauf février sont en moyenne assez humide. Malgré les précipitations annuel très élevé, Westport est souvent sujet à la sécheresse et des mesures de conservation sont parfois déclenchées. Le climat de Westport étant plus froid que dans les autres parties plus au nord de la Nouvelle-Zélande, les changements de température moyenne sur l'année ne sont pas extrêmes.

### Data du climat de Westport
| Mois                      | Jan  | Fév  | Mar  | Avr  | Mai  | Jun | Jul  | Aou  | Sep  | Oct  | Nov  | Dec  | Année |
| ------------------------- | ---- | ---- | ---- | ---- | ---- | --- | ---- | ---- | ---- | ---- | ---- | ---- | ----- |
| Moyenne haute °C          | 20   | 20,4 | 19,5 | 17,2 | 14,7 | 13  | 12,6 | 13,2 | 14,3 | 15,3 | 16,9 | 18,6 | 16,3  |
| Moyenne basse °C          | 12,4 | 12,7 | 12   | 9,8  | 7,3  | 5,3 | 4,6  | 5,5  | 7    | 8,3  | 10   | 11,5 | 8,8   |
| Précipitation en mm       | 189  | 133  | 171  | 192  | 209  | 199 | 187  | 187  | 201  | 198  | 183  | 215  | 2.274 |
| source: NIWA Climate Data |      |      |      |      |      |     |      |      |      |      |      |      |       |

## Économie
L'activité économique est basée autour de la pêche, les mines de charbon et la production laitière. Historiquement, les mines d'or était une industrie importante, et les mines de charbon fournissaient beaucoup d'emplois. Cependant, la région a toujours la plus grande exploitation minière à ciel ouvert de Nouvelle-Zélande à Stockton. Certaines exploitations forestières indigènes ont fonctionné dans la région jusqu'à la cessation autour de 1999. La société Holcim dispose d'une grande usine de ciment dans la partie sud-ouest de la ville.
Le tourisme a certaines destinations célèbres dans cet endroit, tels que les Arches d'Oparara Bassin (en), et le Cap Foulwind avec sa grande colonie de phoques à fourrure (sur Tauranga Bay et baie de Buller (en)).
Du rafting et du ski nautique dans les gorges du Buller sont aussi très populaires. De nombreux visiteurs de l'Île du Sud ne passent cependant pas par ce quartier plus calme, optant plutôt pour aller à l'Abel Tasman National Park, à Hanmer Springs.
Le Musée Coaltown à Westport illustre l'histoire du district de Buller.
Un journal local quotidien est publié à Westport, Westport News.

## Source de la traduction
- (en) Cet article est partiellement ou en totalité issu de l’article de Wikipédia en anglais intitulé « Westport,_New_Zealand » (voir la liste des auteurs).